# Ministerium für Glas- und Keramikindustrie
Das Ministerium für Glas- und Keramikindustrie (MGK) war ein Ministerium der DDR. Als Zentrales Organ des Ministerrats war das Ministerium ab 1972 für die Planung und Leitung der Herstellung und Bearbeitung von Glas und Feinkeramik in der DDR zuständig. 1990 ging das Ministeriums in das umstrukturierte Ministerium für Leichtindustrie über, das wiederum in das Ministerium für Wirtschaft einging und mit dem Beitritt der DDR zur Bundesrepublik aufgelöst wurde.

## Geschichte
Das Ministerium für Glas- und Keramikindustrie wurde am 1. Januar 1972 gegründet und übernahm für die Glas- und feinkeramische Industrie Aufgaben, die bis dahin unter anderem von dem Ministerium für Leichtindustrie, dem Ministerium für Bauwesen, dem Ministerium für Erzbergbau, Metallurgie und Kali, dem Ministerium für Elektrotechnik und Elektronik sowie dem Ministerium für Schwermaschinen- und Anlagenbau wahrgenommen worden waren.
Die Zentralschule des Ministeriums für Glas- und Keramikindustrie wurde in der sächsischen Kleinstadt Neusalza-Spremberg (Ortsteil Neuspremberg) angesiedelt und von Gunther Leupolt als Direktor von 1972 bis 1988 geleitet.
Zum 1. Januar 1990 wurde das Ministerium für Glas- und Keramikindustrie aufgelöst. Rechtsnachfolger wurde das bereits existierende Ministerium für Leichtindustrie, in dem auch das Ministerium für Bezirksgeleitete Industrie und Lebensmittelindustrie aufging.

## Unterstellte Betriebe

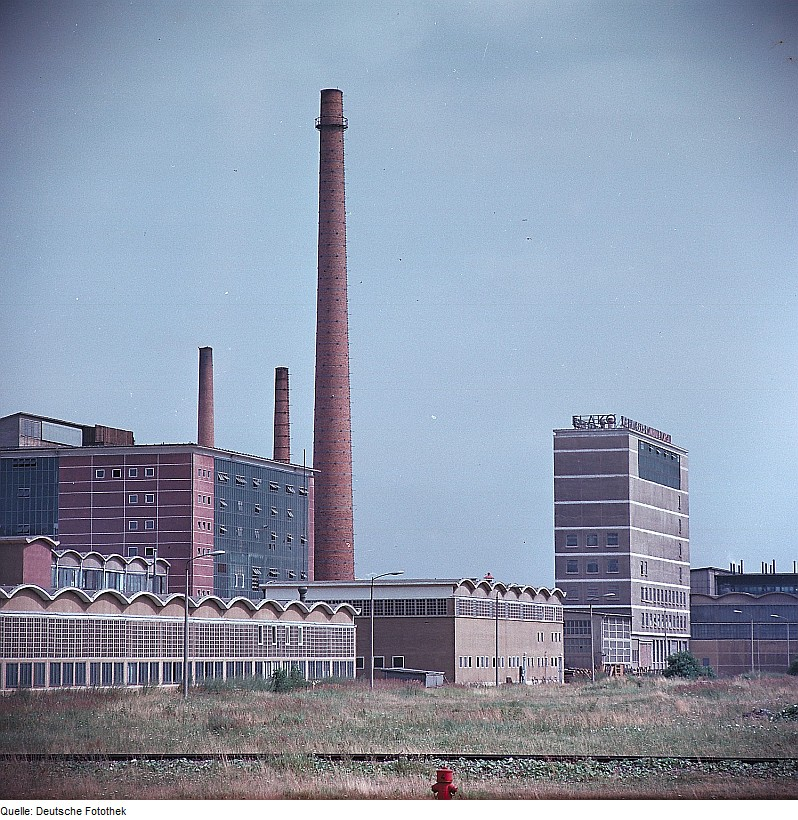
VEB Flachglaskombinat in Torgau 1974

Dem Ministerium für Glas- und Keramikindustrie unterstanden folgende zentralgeleitete Kombinate und Volkseigene Betriebe (Stand 1981, soweit nicht in Fußnoten zu einzelnen Zahlen anders angegeben):
| Betrieb                                        | Sitz       | Beschäftigte |
| ---------------------------------------------- | ---------- | ------------ |
| VEB Kombinat Technisches Glas                  | Ilmenau    | 14.000       |
| VEB Kombinat Glasseide                         | Oschatz    | 1.430        |
| VEB Flachglaskombinat                          | Torgau     | 5.100        |
| VEB Kombinat Behälter- und Verpackungsglas     | Bernsdorf  |              |
| VEB Kombinat Lausitzer Glas                    | Weißwasser | 19.000       |
| VEB Kombinat Feinkeramik                       | Kahla      | 15.000       |
| VEB Kombinat für Glas- und Keramikmaschinenbau | Sonneberg  | 2.200        |
| VEB Silikatrohstoff-Kombinat                   | Kemmlitz   | 2.500        |
| VEB Kombinat Zellstoff und Papier              | Heidenau   | 33.000       |
| VEB Kombinat Verpackung                        | Leipzig    | 14.000       |
| VEB Staatliche Porzellanmanufaktur Meißen      | Meißen     | 1.300        |

Die Warenproduktion in den direkt unterstellten Betrieben des Ministeriums lag 1980 bei knapp 4 Milliarden DDR-Mark, etwa 1,4 % der gesamten industriellen Warenproduktion in der DDR.
Das Silikatrohstoff-Kombinat beendete 1984 seine Tätigkeit. Der VEB Kaolin- und Tonwerke Kemmlitz wurde in der Folge dem Kombinat Feinkeramik unterstellt. Das Kombinat Behälter- und Verpackungsglas wurde zum Jahresende 1984 aufgelöst und seine Betriebe dem Kombinat Lausitzer Glas angegliedert.
Mit anderer Datenbasis (meist Stichtag 30. Juni 1990) sind die Betriebe dieser Tabelle auch in der Liste von Kombinaten der DDR enthalten.

## Minister und Stellvertreter
Minister
- 1971–1972: Karl Bettin (SED)
- 1972–1983: Werner Greiner-Petter (SED)
- 1983–1989: Karl Grünheid (SED)

Stellvertretende Minister
- 1972–1984: Heinrich Meier (NDPD)
- 1984–1989: Gunter Halm (NDPD)